# 움직이는 성
〈움직이는 성〉(움직이는 城)은 1968년 5월부터 1972년 10월까지 세 차례에 나뉘어 《현대문학》에 연재한 황순원의 장편 소설로, 제1부는 1968년 5월호에서 1968년 10월호까지, 제2부는 1970년 5월호에서 1971년 6월호까지, 제3부와 제4부는 1972년 4월호부터 10월호까지 각각 연재되었다. 황순원의 기존 작품인 〈카인의 후예〉, 〈나무들 비탈에 서다〉, 〈일월〉 등에서 제기한 일련의 현실적 문제들을 근원적으로 파고들어 1970년대 한국 사회의 비극적 양상에 대한 심층적 구조를 분석한 문제작으로, 한국인들의 정신세계의 근저를 이루고 있는 종교적 심상과 의식 세계를 탐구하는 중요한 테마를 다루고 있다.
이 장편은 4부작으로 구성되며, 민속학자로 무속신앙에 빠져드는 민구, 목사의 미망인과 가졌던 불륜의 관계로 인해 교회로부터 추방되어 이를 속죄하고자 고행적인 봉사를 자원하는 전도사 성호, 그리고 신을 믿지 않는 농업 기사 준태 등 각각 개성이 다른 세 주인공의 인간 관계와 내적인 고뇌를 병행, 추적하였다. 작가는 문명 종교로서의 기독교와 그것을 극락 사상으로 변형 수용하는 한국인의 신앙 형태를 면밀한 조사하며 검토하였고, 작품을 여러 단편으로 분절시킨 채 진행하는 특이한 구성을 통해 의도적으로 기독교와 샤머니즘을 충돌시키며 당대 한국 사회가 안고 있던 기독교와 샤머니즘 사이의 이율배반에 대해 표현하였다. 작가는 정착된 신앙을 갖지 못한 채 '움직이는 성' 과 같은 모습을 보이는 한국인의 '유랑민 심성'에 주목해 당대 한국 사회가 현세적인 불안과 진지한 고민을 기피하는 허황성에 젖어드는 현상을 밝혀내었고, 준태의 입을 통해 "우리는 진정한 종교를 못 가질 민족" 이란 비관적인 회의론를 보여준다. 민구는 상식적인 직장인으로 전환하고 성호는 더 큰 속죄의 길로 나서며 준태는 자학적인 죽음을 맞는 세 인물의 대조적인 결말로 한국인들이 펼쳐나가야 할 참다운 정신의 구원은 어떤 모습인지에 대한 작가의 문제의식을 효과적으로 부각시켰으며, 성호와 지연을 통해 이후 한국 사회에 아널드 J. 토인비가 제시한 종교 문화가 성립될 수 있을지 여부를 열어놓았다.